# Kuppendorf (Kirchdorf)
Kuppendorf ist ein Ortsteil von Kirchdorf in der Samtgemeinde Kirchdorf im Landkreis Diepholz in Niedersachsen (Deutschland).

## Geschichte
Von 1830 bis 1833 wurde die Kirchdorfer Kirche erbaut. 1852 fand eine Generalteilung der Ländereien von Kirchdorf, Barenburg und Scharringhausen statt. Scharringhausen und Kuppendorf waren selbstständige Gemeinden im Kirchspiel Kirchdorf. Anlässlich der niedersächsischen Gemeindegebietsreform wurden beide Orte am 1. März 1974 in die Gemeinde Kirchdorf eingegliedert.